# Meilach Zagorodsky

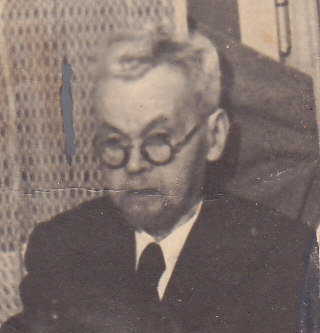
Meilach Zagorodsky (1949)

Elimelech „Meilach“ Zagorodsky (* 9. Januar 1868 im Gouvernement Minsk/Russisches Kaiserreich, heute Belarus; † 23. September 1953 in Tel Aviv-Jaffa/Israel) war ein russisch-jüdischer Agrarwissenschaftler.

## Familiärer Hintergrund
Nach eigenen Angaben aus dem Lebenslauf in seiner Dissertationsschrift von 1911 wurde Meilach Zagorodsky in David-Gozodok, Kreis Minsk, Russland (heute Belarus), als Sohn des Lehrers und Kleingutsbesitzers Meier-Josef Zagorodsky (auch: Meir Yosef Zagorodsky) und dessen Ehefrau Henie, geb. Salomon (auch: Henya oder Hania Shlomo), geboren und wuchs auch dort auf. In anderen biografischen Nachschlagewerken heißt es, dass er erst im Alter von vier Jahren mit seinen Eltern dorthin zog.

## Frühe Ausbildung und Werdegang
Die erste Ausbildung erhielt er von seinem Vater. Bereits im Alter von zehn Jahren ging er nach Stolin, wo er zusammen mit seinem älteren Bruder, dem späteren Schriftsteller Israel Chaim Zagorodsky (1865–1931), das Horwitz-Seminar besuchte. In Stolin begann er später selbst zu unterrichten, ging dann aber zum vertieften Studium nach Minsk. In dieser Zeit schloss sich Zagorodsky der Chovovei Zion-Bewegung an.
Zagorodsky siedelte später auf die Krim über, wo er in der Landwirtschaft tätig war, aber auch eine Lehrerprüfung ablegte. Zagorodsky unterrichtete in verschiedenen Dörfern auf der Krim, u. a. in den Dörfern der krimdeutschen und jüdischen Siedler. Er soll dort sogar eine Schule gegründet haben, in der Hebräisch unterrichtet wurde. Zu diesem Zweck veröffentlichte er ein Lehrbuch, das Zeichnungen und Anweisungen für die Lehrer enthielt.
1905 heiratete er in Bobruisk Ida Volovik. Zu dieser Zeit lebte Zagorodsky bereits in Simferopol, wo er in Kontakt mit dem zionistischen Politiker und Publizisten Avigdor Jacobson stand. Am hiesigen Gymnasium holte er außerdem das Abitur nach, ehe er nach Berlin übersiedelte, um dort ein landwirtschaftliches Studium aufzunehmen.

## Studium in Berlin und Rostock
Zagorodsky studierte vier Semester an der Landwirtschaftlichen Hochschule Berlin und teilweise zeitgleich auch sechs Semester an der Universität Berlin. Das Studium schloss er 1910 zunächst als approbierter Landwirt mit der Gesamtnote „sehr gut“ ab. Er belegte u. a. Lehrveranstaltungen bei den Professoren Albert Orth, Alexander Herzfeld und Leopold Kny sowie bei Karl Hittcher (Kleinhof-Tapiau/Königsberg).
Stark beeinflusst wurde Zagorodsky in seiner Berliner Zeit über die wissenschaftlichen Inhalte hinaus durch den späteren Präsidenten der Zionistischen Weltorganisation Otto Warburg.
1910/11 war Zagorodsky an der Universität Rostock immatrikuliert, um im Fach Landwirtschaft zu promovieren. Zu diesem Zweck besuchte er weitere Lehrveranstaltungen, u. a. bei den Rostocker Professoren Paul Falkenberg, Adolf Heydweiller und Franz Honcamp.
1911 legte er in Rostock die Dissertation „Über einige tropische Pflanzen, die auch als Futtermittel Verwendung finden können. I. Die Banane (Musa) II. Die Erderbse (Voandzeia subterranea)“ vor. Von der dortigen Philosophischen Fakultät wurde er für diese Untersuchung mit magna cum laude zum Dr. phil. promoviert.
Anschließend hielt sich Zagorodsky kurze Zeit in Sumy, in der heutigen Ukraine auf.

## Wirken in Palästina/Israel
Ab 1911 befand sich Zagorodsky in Palästina, zunächst in Jaffa. Auf Vermittlung von Otto Warburg erhielt er dort eine Anstellung als landwirtschaftlicher Berater und Agronom. Er leistete im ganzen Land Unterstützung beim Aufbau und der Etablierung von landwirtschaftlichen Siedlungsprojekten. Zu diesem Zweck begründete er rasch eine Zeitschrift, die sich mit Fragen der Landwirtschaft sowie Ökonomie beschäftigte. Nach Ausbruch des Ersten Weltkrieges wurde Zagorodsky in Ägypten interniert. In dieser Zeit unterrichtete er in Alexandria an einer Schule für Immigranten aus Israel verschiedene Fächer.
Nach dem Krieg kehrte Zagorodsky nach Palästina zurück und setzte seine landwirtschaftliche Tätigkeit fort. Er hatte aus Ägypten zahlreiche Pflanzen mitgebracht, von denen einige nun in den jüdischen Kolonien kultiviert wurden.
In den folgenden Jahren begleitete und dokumentierte Zagorodsky die Entwicklung solcher Kolonien wie zum Beispiel der in Merchawia, einem der ersten landwirtschaftlichen Siedlungsprojekte in Palästina überhaupt. Zu diesem Zweck publizierte er in zahlreichen landwirtschaftlichen Zeitschriften, verfasste aber auch umfangreiche landwirtschaftliche Fachbücher.
Bereits 1940 übergab Meilach Zagorodsky seinen Nachlass an den Jüdischen Nationalfonds.

## Agrarwissenschaftliche Veröffentlichungen (Auswahl)
- Über einige tropische Pflanzen, die auch als Futtermittel Verwendung finden können. I. Die Banane (Musa) II. Die Erderbse (Voandzeia subterranea), Inaugural-Dissertation zur Erlangung der Doktorwürde an der Philosophischen Fakultät der Universität Rostock, Berlin 1911
- Probleme der Landwirtschaft in Palästina, in: Die Welt, Heft 21/1914, S. 499–501
- Die Tätigkeit der landwirtschaftlichen Abteilung am Palästina-Amt, in: Die Welt, Heft 22/1914, S. 531
- Untersuchung von zwölf Wirtschaften einer Kolonie, in: Palästina, Heft 6–7/1927, S. 261–277
- Die Bilanz einer ackerbautreibenden Kolonie (Merchawia), in: Palästina, Heft 2–3/1929, S. 33–38